# Korsun Pocket
Decisive Battles of WWII Vol 2: Korsun Pocket est un jeu vidéo de type wargame développé par Strategic Studies Group et publié par Matrix Games en 2003 sur Microsoft Windows. Le jeu simule la bataille de Korsoun qui oppose l’Allemagne et l’Union soviétique sur le front de l’Est pendant la Seconde Guerre mondiale. Le jeu a bénéficié d’une extension, Across the Dnepr, également publié en 2003 par Matrix Games. Celle-ci simule une partie de l'opération Barbarossa.

## Accueil
| Korsun Pocket         |      |       |
| Média                 | Nat. | Notes |
| Computer Gaming World | US   | 5/5   |
| GameSpot              | US   | 86%   |
| GameSpy               | US   | 5/5   |
| Game Zone             | US   | 76%   |